# María Teresa de Benavides y Dávila-Corella
María Teresa de Benavides y Dávila-Corella (?-1704) va ser una aristòcrata castellana, duquessa consort de Sogorb, pel seu matrimoni amb Lluís Ramon d'Aragó.
Filla de Diego de Benavides y Bazán, VIII comte de Santisteban del Puerto i virrei del Perú, i d'Antonia de Corella y Dávila, X comtessa de Cocentaina i VII marquesa de Las Navas. El 1660 es va casar amb el duc de Sogorb Lluís Ramon d'Aragó, home molt més gran que ella, del qual va esdevenir la segona esposa i li va aportar 100.000 ducats com a dot. El seu marit va assignar-li 10.000 ducats de renda anuals i uns altres 10.000 per agulles. Malgrat haver estat designada per acompanyar a l'emperadriu a Viena, sembla que no mostrava gaire interès per iniciar el viatge. Va morir el 1704.
La parella va tenir els següents fills:
- Juana Francisca de Paula (1663-1691)
- Margarita (1664-1702)
- Antonia (1667-?)
- María Ángela (1666-1737)
- Joaquín (1667-1670)
- Mariana (?-?)

María Teresa es va casar en segones núpcies amb Íñigo Melchor Fernández de Velasco y de Tovar, VII duc de Frías. Amb ell va tenir només una filla:
- María Remigia (ca. 1678-1734)